# Dusona petiolator
Dusona petiolator là một loài tò vò trong họ Ichneumonidae.